# Tibioploides cyclicus
Tibioploides cyclicus är en spindelart som beskrevs av Yu-hua Sha och Zhu 1995. Tibioploides cyclicus ingår i släktet Tibioploides och familjen täckvävarspindlar. Inga underarter finns listade i Catalogue of Life.